# Lillsjön (Norbergs socken, Västmanland, 667163-151061)
Lillsjön är en sjö i Norbergs kommun i Västmanland och ingår i Dalälvens huvudavrinningsområde. Sjön är 11,3 meter djup, har en yta på 0,2 kvadratkilometer och befinner sig 144,5 meter över havet. Sjön avvattnas av vattendraget Klintboån.

## Delavrinningsområde
Lillsjön ingår i det delavrinningsområde (667151-151039) som SMHI kallar för Utloppet av Lillsjön. Medelhöjden är 153 meter över havet och ytan är 1,55 kvadratkilometer. Räknas de 5 avrinningsområdena uppströms in blir den ackumulerade arean 24,85 kvadratkilometer. Klintboån som avvattnar avrinningsområdet har biflödesordning 2, vilket innebär att vattnet flödar genom totalt 2 vattendrag innan det når havet efter 140 kilometer. Avrinningsområdet består mestadels av skog (77 procent). Avrinningsområdet har 0,2 kvadratkilometer vattenytor vilket ger det en sjöprocent på 12,8 procent.